# ديفيد بيرن (سياسي أسترالي)
ديفيد بيرن (بالإنجليزية: David Byrne)‏ هو سياسي أسترالي، ولد في 20 يناير 1952 في سيدني في أستراليا. حزبياً، نشط في الحزب الليبرالي الأسترالي. وقد انتخب عضو المجلس التشريعي ولاية كوينزلاند.